# Агенор Фінікійський
Агенор (дав.-гр. Αγήνορας) — грецьке ім'я легендарного пращура фінікійців Каїна.
У давньогрецьких міфах був сином Посейдона й Лівії. Від цього шлюбу з Телефассою народилися Кадм, Фойник, Кілік і Європа. Коли останню викрав Зевс, Агенор послав своїх синів на розшуки, заборонивши їм повертатися без сестри. Розшуки виявилися марними, і брати розселилися по різних країнах.